# Maragha
Maragha, também chamada de Maragheh (em persa: مراغه) é uma cidade e a capital da província de Maragha, localizada no Irã. Segundo o censo de 2006, tem uma população de 146 405 habitantes e o idioma mais falado é a língua azeri.